# 格林龐德 (新澤西州)
格林龐德（英語：Green Pond）是位於美國新澤西州摩里斯縣的非建制地區。

## 歷史
格林龐德的郵局於1910年設立，其後於1958年停運。

## 地理
格林龐德所處的海拔為高於海平面321米（即1053英呎），而該地所採用的時區為UTC-5，即北美东部时区（EST）。同時該地設有夏令時間，為UTC-5調快一小時，即UTC-4（EDT）。